# 康科德 (印地安納州迪卡爾布縣)
康科德（英語：Concord）是位於美國印地安納州迪卡爾布縣的一個非建制地區。該地的面積和人口皆未知。

## 地理
康科德的座標為41°19′34″N 84°56′43″W / 41.32611°N 84.94528°W，而該地的平均海拔高度為259米（即850英尺）。